# Lucas Edenberger
Lucas Edenberger (* um 1505 in Edenbergen; † 1548 in Weimar) war ein deutscher Philologe, Orientalist und Bibliothekar.

## Leben
1523 immatrikuliert sich Edenberger an der Universität Wittenberg. Sein richtiger Name ist nicht bekannt, da er sich nach seinem Heimatort benannte. Als Magister wird er 1528 als Erzieher des Prinzen Johann Ernst, dem Bruder Johann Friedrich I. von Sachsen, angestellt. Im Anschluss arbeitet er zunächst unter Georg Spalatin und ab 1536 als hauptamtlicher Bibliothekar an der seit 1512 bestehenden kurfürstlichen Bibliothek im Schloss Wittenberg. In jener Aufgabe bereiste er verschiedene Länder, um Buchbesorgungen im Auftrag des Kurfürsten auszuführen.
Nachdem er privat über die Anfangsgründe des Hebräischen las, wird ihm 1543 an der Wittenberger Akademie eine Professur für hebräische Sprache und Orientalistik angetragen. Da Matthias Flacius 1546 die alleinige Professur der hebräische Sprache und Orientalistik übernehmen sollte, musste er von seiner Professur mit der Aussicht auf eine andere Professur zurücktreten. Aufgrund der Ereignisse des Schmalkaldischen Krieges kam es jedoch nicht mehr zu einer Neuvergabe der Professur. Nach der Wittenberger Kapitulation wurde die private kurfürstliche Bibliothek mit ca. 3000 Büchern von ihm nach Weimar überführt.